# Śluza Miejska we Wrocławiu
Śluza Miejska (Untere Schleuse, Groeschel Schleus, Gröschelschleuse) – śluza wodna komorowa, zlokalizowana na rzece Odra, w 256,95 km biegu rzeki, w 6+950 km kanału Kanału Miejskiego. Śluza została wybudowana w ramach inwestycji z zakresu hydrotechniki prowadzonej we Wrocławiu, w ramach przebudowy drogi wodnej na rzece Odra prowadzącej do i przez miasto, ale z pominięciem centrum miasta i Śródmiejskiego Węzła Wodnego. Inwestycja ta była przeprowadzona w latach 1892–1897 i polegała na budowie nowego szlaku żeglugowego, głównie pod kątem możliwości przewozu drogą wodną materiałów masowych, szczególności węgla z Górnego Śląska. W tym celu, częściowo istniejącym wcześniej korytem, służącym do odprowadzenia wód wezbraniowych i powodziowych, a częściowo nowym Kanałem Miejskim przeprowadzono nową drogę wodną, tzw. Drogę Wielkiej Żeglugi, Wrocławski Szlak Miejski.

## Charakterystyka
Śluza Miejska stanowi jeden z elementów stopnia wodnego, w odniesieniu do którego stosuje się nazywę Stopień Miejski, Stopień Wodny Psie Pole. Ze względu na niewielkie wymiary tej śluzy i innych na Wrocławskim Szlaku Miejskim (Śluza Opatowice, Śluza Szczytniki), ta droga wodna nie ma większego znaczenia transportowego, towarowego. Obecnie jednak następuje aktywizacja turystyki i rekreacji wodnej. Ponadto w okresie zamknięcia ruchu żeglugowego podczas nawigacyjnej przerwy zimowej dopuszczalny jest postój statków w dolnym awanporcie Śluzy Miejskiej.
Wymiary śluzy są następujące: długość – 55,8; szerokość – 9,6; piętrzenie wynosi 3,65 m. Zamknięcia komory śluzy, dolne i górne, to wrota wsporne, stalowe, wykonane w technologii połączeń nitowych. Do napełniania i opróżniania komory śluzy zastosowano krótkie kanały obiegowe. W głowie dolnej śluza wyposażona jest w bramę przeciwpowodziową. Wybudowano tu również przepompownię. Ściany komory mają wysokość 8,67 m i wykonane są z kamienia łamanego licowanego blokami granitowymi, płyta denna cementowa ma grubość 2,0–2,5 m. Obie głowy śluzy – dolna i górna – wykonane są z cegły i ciosów granitowych. Do zamykania i otwierania kanałów obiegowych zastosowano cylindry o konstrukcji nitowanej. Ich wymiary są następujące: w głowie górnej 1600x3540 mm, w głowie dolnej 1200x5740 mm. Każdy z cylindrów zawieszony jest na dwu łańcuchach. Otwieranie wrót śluzy, jak i zamknięć kanałów obiegowych następuje za pomocą napędu elektrycznego.
Odległości i szlaki żeglugowe na drogach wodnych prowadzących przez śluzę są następujące:
- w dół rzeki, do następnej śluzy na Dolnej Odrze Wrocławskiej – Śluz Rędzin, odległość wynosi 6,2 km,
- w górę rzeki, do poprzedniej na szlaku Śluzy Szczytniki, odległość wynosi 6,7 km
- w dół rzeki, a następnie w górę rzeki i dalej Odrą Południową do śluzy na Szlaku Śródmiejskim – Śluzy Mieszczańskiej
- w dół rzeki, a następnie w górę Kanałem Różanka przez Śluzę Różanka i dalej Główną Drogą Wodną (Północną).

Prawy brzeg stanowi grobla rozdzielająca Kanał Miejski od Starej Odry. Tu mieści się budynek dawnej siedziby Przedsiębiorstwa Budownictwa Hydrotechnicznego „Odra 2" przy ulicy Pasterskiej 2. Natomiast lewy brzeg to obszar przynależny do osiedla Kleczków. Poniżej śluzy oba kanały łączą się w jeden, a nieco dalej z Kanałem Różanka, by następnie połączyć się z Górną Odrą. Tu też na lewym brzegu znajduje się Przeładownia Elektrociepłowni Wrocław. Poziom wody dolnej kształtuje Stopień Wodny Rędzin. Natomiast poziom wody górnej kształtowany jest przez Jaz Psie Pole, i ewentualnie, przy jej zamknięciu Śluza Powodziowa, usytuowana w początkowym biegu Kanału Miejskiego, oraz wrota powodziowe Śluzy Miejskiej wraz z przepompownią, umożliwiające utrzymanie stałego poziomu wody także podczas wezbrań.